# Ходжа, Альбан
Альбан Беким Ходжа (алб. Alban Bekim Hoxha; 23 ноября 1987 года, Церрик) — албанский футболист, вратарь клуба «Партизани». Выступал за сборную Албании.

## Клубная карьера

### «Динамо Тирана»
Альбан Ходжа является воспитанником команды «Турбина Церрик», откуда в 2004 году перешёл в молодёжный состав «Динамо Тирана». Сразу же его отдали в аренду обратно в «Турбину» на 2005/06 сезон, клуб играл в Первом дивизионе. Он вернулся в «Динамо» на следующий сезон и присоединился к первой команде в качестве дублёра Илиона Лики. Он дебютировал в высшей лиге с «Динамо» 10 марта 2007 года в домашнем матче против «Эльбасани». Благодаря травме основного вратаря Лики Ходжа сыграл в 11 матчах в период с марта по конец сезона.
В следующем сезоне он стал дублёром Элвиса Которри, который заменил Илиона Лику. Ходжа сыграл два матча за сезон, а «Динамо» выиграло албанскую Суперлигу впервые с 2002 года. В первой половине сезона 2008/09 он сыграл только один матч в лиге и один — в кубке, а затем отправился в аренду в «Аполонию», где играл с января и до конца сезона. Он сыграл восемь матчей, в том числе три без пропущенных мячей, чем помог команде избежать плей-офф за право остаться в Суперлиге.
Он вернулся в «Динамо» в преддверии сезона 2009/10 и сыграл 6 матчей, по итогам сезона он выиграл свой второй титул чемпиона Албании. В следующем сезоне он конкурировал за место в основе с игроком сборной Албании, Исли Хиди. После ухода Хиди в «Олимпиакос Никосия» в январе 2011 года Ходжа впервые стал основным вратарём «Динамо» и в конечном итоге сыграл в 24 матчах, а «Динамо» избежало понижения, обыграв в плей-офф «Беселидья» (Лежа).
Будучи игроком «Динамо», он также выступал в аренде за «Вуштриа» в Суперлиге Косово.

### «Кастриоти»
Ходжа покинул «Динамо Тирана» в летнее трансферное окно 2011 года и присоединился к другому клубу Суперлиги, «Кастриоти». Там он соперничал за место в основе с Арджентом Халили, в конечном счёте Ходжа проиграл конкуренцию и сыграл только шесть матчей в чемпионате. Тем не менее, он в основном играл в кубке Албании, где провёл десять матчей. Он покинул клуб в конце сезона вместе с Халили и вёл переговоры с «Кукеси» относительно возможного перехода, но стороны так и не достигли соглашения.

### «Беса»
Он присоединился к «Бесе» перед 2012/13 сезоном и сразу же сделал стал основным вратарём вместо Ибрагима Бейте. На протяжении всего сезона Ходжа провёл 23 матча в лиге и два — в кубке, таким образом помог «Бесе» занять девятое место в турнире, избежав плей-офф за право остаться в элите.

### «Партизани»
Летом 2013 года Ходжа присоединился к поднявшемуся в Суперлигу «Партизани» и получил футболку под первым номером, а также стал капитаном клуба на 2013/14 сезон.
Ходжа провёл 1084 минуты без пропущенных мячей в 2014/15 сезоне и стал рекордсменом албанской Суперлиги, побив 30-летний рекорд голкипера «Эльбасани» Буяра Гогуньи, который не пропускал в течение 1037 минут. Федерация футбола Албании признала его лучшим футболистом 2014 года в стране.
В марте 2015 года Ходжа был признан игроком месяца в чемпионате, сыграв пять матчей без пропущенных голов. 1 ноября 2015 года на 76-й минуте матча чемпионата против «Теуты» Ходжа получил травму челюсти после столкновения с одноклубником Гезимом Красничи, вратаря унесли с поля на носилках.
20 июля 2016 года в ответном матче второго отборочного раунда Лиги чемпионов против «Ференцвароша» на «Групама Арене» Ходжа был главным героем игры. После того, как в обоих матчах была зафиксирована ничья 1:1, игра перешла в экстра-таймы, а затем — в серию пенальти. Ходжа отбил три 11-метровых после того, как сам забил в стиле Паненки. «Партизани» впервые успешно прошёл в третий отборочный раунд Лиги чемпионов.
17 октября 2016 года Ходжа сыграл свой сотый матч за «Партизани» в чемпионате Албании. Его команда разгромила «Фламуртари» со счётом 4:0 на «Эльбасан Арене».
9 августа 2017 года Ходжа согласился подписать новый контракт с клубом, продлив его до 2020 года. Ходжа был исключён из состава в стартовом туре чемпионата против «Лачи» (проигрыш 0:2). После матча тренер Марк Юлиано сказал, что Ходжа нарушил правила клуба. Сообщалось, что Ходжа покинул сбор команды без разрешения. Директор клуба Лучано Могги сказал, что Ходжа не будет играть, если он не извинится перед командой, но Ходжа отказался и вместо этого отдал свою капитанскую повязку.
В июле 2018 года Ходжа снова стал капитаном после ухода Идриза Баты. Несмотря на то, что «Партизани» занял пятое место в предыдущем сезоне, исключение «Скендербеу» из соревнований под эгидой УЕФА означало, что клуб вышел в первый отборочный раунд Лиги Европы 2018/19. Команда встретилась со словенским «Марибором» и проиграла оба матча со счётом 3:0, что привело к раннему выбыванию из соревнования. Ходжа начал сезон в чемпионате с матча против «Скендербеу», он пропустил пенальти за свой же фол на Дейви Брегу, этот мяч принёс команде поражение. В матче второго тура против «Камзы» на ворота Ходжи снова назначили пенальти; 11-метровый пробивал Себино Плаку на 45-й минуте при счёте 0:0, но Ходжа сумел отбить удар, в итоге «Партизани» забил единственный гол и заработал первые три очка в сезоне.
В июне 2020 года Ходжа подписал с клубом новый годичный контракт. Позже, 8 ноября, он провёл 300-й матч за клуб во всех соревнованиях, он оставил свои ворота «на замке» в игре с «Кукеси», его команда победила со счётом 2:0.
Ходжа потерял место в основе перед сезоном 2022/23, уступив позицию недавно подписанному вратарю Бекиму Реджепи.

## Международная карьера
23-27 октября 2005 года Ходжа сыграл три матча за юношескую сборную Албании в квалификации к чемпионату Европы 2006 года.
После окончания квалификации к чемпионату мира 2014 года, в котором Албания также участвовала, вратарь Самир Уйкани покинул сборную Албании, чтобы играть за Косово, которое приобрело право играть международные товарищеские матчи против стран-членов ФИФА. Он представлял Косово в этих товарищеских матчах, начиная с 5 марта 2014 года против сборной Гаити. Тренерский штаб Албании начал поиски третьего вратаря в дополнение к Этриту Берише, который был основным голкипером, и Оргесу Шехи, который стал вторым вратарём после ухода Самира Уйкани. В рамках отбора к Евро-2016 тренер Албании Джанни Де Бьязи вызвал Ходжу в качестве третьего вратаря на матчи против Дании и Сербии 11 и 15 октября 2014 года. Он так и не сыграл в этих матчах. На товарищеские матчи против Франции и Италии 14-18 ноября 2014 года Ходжа не смог прибыть по семейным обстоятельствам, его заменил вратарь «Тираны» Стиви Фрашери.
16 ноября 2015 года Ходжа официально дебютировал в сборной Албанией, заменив Беришу в домашнем товарищеском матче против Грузии, который закончился вничью 2:2.
21 мая 2016 года Ходжа попал в предварительный состав из Албании 27 человек на Евро-2016, через десять дней был оглашён окончательный состав из 23 человек, где фамилия Ходжи также была. Ходжа не сыграл ни одного матча на групповом этапе, а Албания заняла третье место, опередив только Румынию. Албания имела в активе три очка и разницу мячей −2, сборная заняла последнее место среди третьих команд и в конечном итоге покинула турнир.
12 ноября 2016 года в четвёртом матче отбора на чемпионат мира по футболу 2018 против Израиля Ходжа вышел на замену на 57-й минуте и отбил пенальти от Эрана Захави. Однако Албания на тот момент уже проигрывала 0:1, а Ходжа пропустил ещё два гола, в итоге команда проиграла со счётом 0:3 на «Эльбасан Арене».
| № | Дата           | Оппонент             | Счёт | Голы | Сухие     | Карточки | Минуты | Соревнование             |
| - | -------------- | -------------------- | ---- | ---- | --------- | -------- | ------ | ------------------------ |
| 1 | 16 ноября 2015 | Грузия               | 2:2  | —    | зелёная ✓ | —        | 15'    | Товарищеский матч        |
| 2 | 12 ноября 2016 | Израиль              | 0:3  | -2   | —         | —        | 33'    | Отбор ЧМ-2018 (группа G) |
| 3 | 28 марта 2017  | Босния и Герцеговина | 1:2  | —    | зелёная ✓ | —        | 45'    | Товарищеский матч        |

Итого: сыграно матчей: 3 / сухих:2 / пропущено голов: 2; победы: 0, ничьи: 1, поражения: 2.
Последний матч (на замене): 14 Октября 2019 года — Отбор ЧЕ-2020 (группа H) против Молдавии.

## Достижения

### Командные
«Динамо Тирана»
- Чемпионат Албании (2): 2007/08, 2009/10
- Финалист Кубка Албании: 2010/11

«Партизани»
- Чемпионат Албании (1): 2018/19

### Личные
- Футболист года в Албании: 2014

## Личная жизнь
Ходжа был женат на своей давней подруге Дорджане Хака.
В ноябре 2014 года Ходжа стал отцом. Его жена родила мальчика, но из-за небрежности врачей умерла при родах в больнице Тираны. Тем не менее, ребёнок выжил.
В настоящее время Ходжа помолвлен с албанской певицей Чильетой.